# Pissebedden
Pissebedden (Isopoda) vormen een van de weinige ordes van kreeftachtigen (ook wel schaaldieren genoemd) waarvan er soorten op het land voorkomen. Het is een zeer diverse groep, waarvan de meeste soorten in zee leven, maar sommige soorten hebben zich aangepast aan het land.

## Leefomgeving

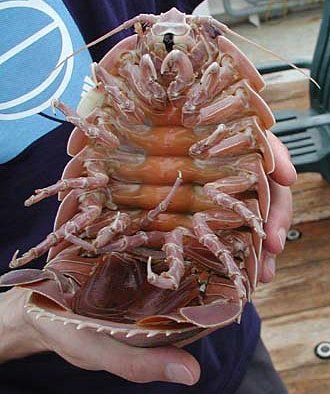
Reuzenpissebed uit de diepzee

Oorspronkelijk komen pissebedden in zoutwater voor, maar ze komen ook in zoetwater voor. Een kleine groep, de landpissebedden (Oniscidea), heeft de zee verlaten, maar behielden hun kieuwen. Tevens hebben ze met behulp van een broedbuidel een manier ontwikkeld waarmee ze voor de eerste levensfasen van de jongen niet meer op poelen of dieper water aangewezen zijn.

## Taxonomie
De orde omvat 10.697
bekende soorten. De volgende taxa zijn bij de orde ingedeeld:
- Onderorde Asellota - vooral in de diepzee van de Stille Oceaan en de Atlantische Oceaan, maar ook in zoet water (zoetwaterpissebed)
  - Superfamilie Aselloidea Latreille, 1802
  - Superfamilie Gnathostenetroidoidea Kussakin, 1967
  - Superfamilie Janiroidea G. O. Sars, 1897
  - Superfamilie Stenetrioidea Hansen, 1905
  - Superfamilie Asellota incertae sedis
- Onderorde Calabozoidea  - in zoet water en grondwater van Zuid-Amerika
  - Familie Brasileirinidae Pervorčnik, Ferreira & Sket, 2012
  - Familie Calabozoidae Van Lieshout, 1983
- Onderorde Cymothoida
  - Superfamilie Anthuroidea Leach, 1914 - marien, maar ook in brak en zoet water
    - = Anthuridea
    - Familie Antheluridae Poore & Lew Ton, 1988
    - Familie Anthuridae Leach, 1814
    - Familie Expanathuridae Poore, 2001
    - Familie Hyssuridae Wägele, 1981
    - Familie Leptanthuridae Poore, 2001
    - Familie Paranthuridae Menzies & Glynn, 1968

  - Superfamilie Cymothooidea Leach, 1814
    - Familie Aegidae White, 1850
    - Familie Anuropidae Stebbing, 1893
    - Familie Barybrotidae Hansen, 1890
    - Familie Cirolanidae Dana, 1852
    - Familie Corallanidae Hansen, 1890
    - Familie Cymothoidae Leach, 1818
    - Familie Gnathiidae Leach, 1814 - mariene isopoden waarvan de larven parasieten zijn op vissen en de volwassen dieren vrij leven als benthos
      - = Gnathiidea
      - = Gnathonii Leach, 1814

    - Familie Protognathiidae Wägele & Brandt, 1988
    - Familie Tridentellidae Bruce, 1984
    - Familie Urdidae Kunth, 1870 †

  - Infraorde Epicaridea - ectoparasieten op mariene schaaldieren
    - Superfamilie Bopyroidea Rafinesque, 1815
    - Superfamilie Cryptoniscoidea Kossmann, 1880
    - Superfamilie Epicaridea incertae sedis †
- Onderorde Limnoriidea
  - Superfamilie Limnorioidea White, 1850
- Onderorde Microcerberidea - kleine (< 2 mm) interstitiële isopoden, marien en zoet water van de Oost-Pacifische kust van Zuid-Amerika, Afrika, India en de Middellandse Zee
  - Familie Atlantasellidae Sket, 1979
  - Familie Microcerberidae Karaman, 1933
- Onderorde Oniscidea - over de hele wereld, vooral in vochtige, maar soms ook in droge locaties aan land
  - Familie Agnaridae Schmidt, 2003
  - Familie Alloniscidae Schmidt, 2003
  - Familie Armadillidae Brandt, 1831
  - Familie Armadillidiidae Brandt, 1833
  - Familie Balloniscidae Vandel, 1963
  - Familie Bathytropidae Vandel, 1952
  - Familie Berytoniscidae Vandel, 1955
  - Familie Bisilvestriidae Verhoeff, 1938
  - Familie Cylisticidae Verhoeff, 1949
  - Familie Delatorreiidae Verhoeff, 1938
  - Familie Detonidae Budde-Lund, 1904
  - Familie Dubioniscidae Schultz, 1995
  - Familie Eubelidae Budde-Lund, 1899
  - Familie Halophilosciidae Verhoeff, 1908
  - Familie Hekelidae Ferrara, 1977
  - Familie Irmaosidae Ferrara & Taiti, 1983
  - Familie Ligiidae Leach, 1814
  - Familie Mesoniscidae Verhoeff, 1908
  - Familie Olibrinidae Budde-Lund, 1913
  - Familie Oniscidae Latreille, 1802
  - Familie Paraplatyarthridae Javidkar & King, 2015
  - Familie Philosciidae Kinahan, 1857
  - Familie Platyarthridae Verhoeff, 1949
  - Familie Porcellionidae Brandt, 1831
  - Familie Pudeoniscidae Lemos de Castro, 1973
  - Familie Rhyscotidae Budde-Lund, 1904
  - Familie Schoebliidae Verhoeff, 1938
  - Familie Scleropactidae Verhoeff, 1938
  - Familie Scyphacidae Dana, 1852
    - = Actaeciidae Vandel, 1964

  - Familie Spelaeoniscidae Vandel, 1948
  - Familie Stenoniscidae Budde-Lund, 1904
  - Familie Styloniscidae Vandel, 1952
  - Familie Tendosphaeridae Verhoeff, 1930
  - Familie Titanidae Verhoeff, 1938
  - Familie Trachelipodidae Strouhal, 1953
  - Familie Trichoniscidae G. O. Sars, 1899
    - = Buddelundiellidae Verhoeff, 1930

  - Familie Turanoniscidae Borutzky, 1969
  - Familie Tylidae Dana, 1852
  - Familie Oniscidea incertae sedis
  - Infraorde Ligiamorpha
    - Sectie Crinocheta
      - Superfamilie Armadilloidea Brandt, 1831
      - Superfamilie Oniscoidea Latreille, 1802

    - Sectie Diplocheta
    - Superfamilie Trichoniscoidea
- Onderorde Phoratopidea
  - Familie Phoratopodidae Hale, 1925
- Onderorde Phreatoicidea - in oppervlaktewater, moerassen, meren en grondwater in het zuidelijk halfrond op grote hoogten
  - Familie Amphisopidae Nicholls, 1943
  - Familie Hypsimetopidae Nicholls, 1943
  - Familie Mesamphisopidae Nicholls, 1943
  - Familie Palaeophreatoicidae Birstein, 1962 †
  - Familie Phreatoicidae Chilton, 1891
  - Familie Phreatoicopsidae Nicholls, 1943
  - Familie Ponderellidae Wilson & Keable, 2004
  - Familie Phreatoicidea incertae sedis
- Onderorde Sphaeromatidea Wägele, 1989
  - Familie Archaeoniscidae Haack, 1918 †
  - Superfamilie Seroloidea Dana, 1852
    - = Serolidea Dana, 1852
    - Familie Basserolidae Brandt & Poore, 2003
    - Familie Bathynataliidae Kensley, 1978
    - Familie Plakarthriidae Hansen, 1905
      - = Chelonidiidae Pfeffer, 1887

    - Familie Schweglerellidae Brandt, Crame, Polz & Thomson, 1999 †
    - Familie Serolidae Dana, 1852
    - Familie Tricarinidae Feldmann, Kolahdouz, Biranvand & Schweigert, 2007 †

  - Superfamilie Sphaeromatoidea Latreille, 1825
    - Familie Ancinidae Dana, 1852
    - Familie Sphaeromatidae Latreille, 1825
      - = Sphaeromidae

    - Familie Tecticipitidae Iverson, 1982
    - Familie Sphaeromatoidea incertae sedis

  - Infraorde Sphaeromatidea incertae sedis †
    - Geslacht Brunnella Polz, 2005 †
    - Geslacht Unusuropode Duarte & Santos, 1962 †
- Onderorde Tainisopidea
  - Familie Tainisopidae Wilson, 2003
- Onderorde Valvifera - marien, voornamelijk circumarctisch en -antarctisch, ook in de Europese zeeën
  - Familie Antarcturidae Poore, 2001
  - Familie Arcturidae Dana, 1849
    - = Amesopodidae Stebbing, 1905
    - = Astacillidae Stebbing, 1905

  - Familie Arcturididae Poore, 2001
  - Familie Austrarcturellidae Poore & Bardsley, 1992
  - Familie Chaetiliidae Dana, 1849
  - Familie Holidoteidae Wägele, 1989
  - Familie Holognathidae Thomson, 1904
  - Familie Idoteidae Samouelle, 1819
    - = Idotheidae Samouelle, 1819

  - Familie Pseudidotheidae Ohlin, 1901
  - Familie Rectarcturidae Poore, 2001
  - Familie Thermoarcturidae Poore, 2015
  - Familie Xenarcturidae Sheppard, 1957
- Onderorde Isopoda incertae sedis
  - Geslacht Anhelkocephalon Bill, 1914 †
  - Geslacht Debodea Hiller, 1999 †